# Base monetária
Em economia, base monetária se refere ao volume de dinheiro criado pelo Banco Central, isto é, moeda (em papel ou metálica) e  reservas bancárias em poder das entidades financeiras ou depositadas no Banco Central. Trata-se de uma definição restrita da oferta de dinheiro, que diz respeito apenas às formas mais líquidas. A partir dessa base monetária, o sistema bancário, por meio dos créditos concedidos, cria moeda escritural e portanto aumenta a oferta de moeda.
Oferta de moeda é sinônimo de meios de pagamento. É o estoque de moeda disponível para uso da coletividade – setor não bancário – a qualquer momento.
Os agregados monetários são as medidas quantitativas da oferta de moeda. Cada país classifica seus agregados monetários, geralmente por ordem de liquidez. No Brasil e em Portugal consideram-se cinco agregados monetários: M0, M1, M2, M3, M4 e M5.
- M0 = Base Monetária Restrita = moeda emitida (papel-moeda e moeda metálica) + reservas bancárias (moeda em poder das entidades financeiras e seus depósitos no Banco Central);
- M1 = moeda em poder do público (papel-moeda e moeda metálica) + depósitos à vista nos bancos comerciais. M1 é o total de moeda que não rende juros e é de liquidez imediata.

sendo que
Moeda em poder do público é  a quantidade de moeda emitida pela autoridade monetária menos as reservas bancárias
- M2 = M1 + depósitos a prazo (depósitos para investimentos, depósitos de poupança, fundos de aplicação financeira e de renda fixa de curto prazo) + títulos do governo em poder do público.
- M3 = M2 + depósitos de poupança
- M4 = M3 + títulos privados (depósitos a prazo e letras de câmbio)[3]
- M5 = M4 + capacidade aquisitiva dos cartões de crédito.

## No Brasil
No Brasil, o critério de composição dos agregados monetários deixou de seguir o grau de liquidez, passando a ser definida segundo os sistemas emissores. Assim, M1 é gerado pelas instituições emissoras de haveres estritamente monetários; M2 corresponde a M1 e às demais emissões de alta liquidez realizadas primariamente no mercado interno por instituições depositárias - as que realizam multiplicação de crédito. M3 é composto por M2 e captações internas por intermédio dos fundos de renda fixa e das carteiras de títulos registrados no Sistema Especial de Liquidação e de Custódia (Selic). M4 engloba  M3 e os títulos públicos de alta liquidez.Córdoba sugere a utilização de um novo conceito, o M5, que seria calculado em função da capacidade aquisitiva dos cartões de crédito.

## Conceitos anteriores
- M1 = papel moeda em poder do público + depósitos à vista
- M2 = M1 + depósitos especiais remunerados + quotas de fundos de renda fixa de curto prazo + títulos públicos de alta liquidez
- M3 = M2 + depósitos de poupança
- M4 = M3 + títulos emitidos por instituições financeiras

## Conceitos atuais
Meios de Pagamento Restritos:
- M1 = papel moeda em poder do público + depósitos à vista

Meios de Pagamento Ampliados:
- M2 = M1 + depósitos especiais remunerados + depósitos de poupança + títulos emitidos por instituições depositárias
- M3 = M2 + quotas de fundos de renda fixa + operações compromissadas registradas no Selic (operações compromissadas lastreadas em títulos públicos federais);

Poupança financeira:
- M4 = M3 + títulos públicos de alta liquidez
- M5 = M4 + capacidade aquisitiva dos cartões de crédito.

| Tipo | M0 | M1 | M2 | M3 | M4 | M5 |
| --- | -- | -- | -- | -- | -- | -- |
| Moeda em poder do público (papel-moeda e moeda metálica em circulação e em poder de outros que não bancos e o Banco Central)                                                                              | ✓  | ✓  | ✓  | ✓  | ✓  | ✓  |
| Moeda física em poder dos bancos (papel-moeda e moeda metálica) | ✓  |    |    |    |    |    |
| Moeda em pertencente aos bancos porém existindo como credito dos bancos no Banco Central (ou seja reservas compulsórias ou voluntárias pertencentes aos bancos, mas não fisicamente presentes nos mesmos) | ✓  |    |    |    |    |    |
| Depósitos à vista |    | ✓  | ✓  | ✓  | ✓  | ✓  |
| Depósitos especiais remunerados + depósitos de poupança + títulos emitidos por instituições depositárias                                                                                                  |    |    | ✓  | ✓  | ✓  | ✓  |
| Quotas de fundos de renda fixa + operações compromissadas registradas no Selic |    |    |    | ✓  | ✓  | ✓  |
| Títulos públicos de alta liquidez |    |    |    |    | ✓  | ✓  |
| Capacidade aquisitiva dos cartões de crédito |    |    |    |    |    | ✓  |

Segundo vários economistas, bancos centrais e instituições financeiras, a base monetária é só uma metáfora para garantias futuras.